# آنا یانوخا
آنا یانوخا (لهستانی: Anna Janocha؛ زادهٔ ۳۱ ژوئیه ۱۹۸۴) بازیگر اهل لهستان است.
از فیلم‌ها یا مجموعه‌های تلویزیونی که وی در آن‌ها نقش داشته است، می‌توان به طایفه، در خوشی و سختی، ع چون عشق، عشق اول، خودِ زندگی، تازه‌کار و خانهٔ کشیش اشاره نمود.